# Малявин, Владимир Вячеславович
Влади́мир Вячесла́вович Маля́вин (род. 13 сентября 1950 года, Москва, РСФСР, СССР) — советский и российский синолог, доктор исторических наук (1988), профессор. Преподавал в ИСАА МГУ, работал в Институте этнографии РАН, в настоящее время (2011 год) — профессор Института изучения Европы Тамканского университета (Тайвань) (ранее — Институт России Тамканского университета), сотрудник Международного радио Тайваня .
Основные исследования посвящены китайской философии (в основном даосской), истории древней и средневековой китайской культуры. Переводчик многих китайских трактатов («Чжуан-цзы», «Ле-цзы», «Дао дэ цзин» и др.). Автор более чем 30 книг и сотен статей, в том числе капитальных трудов «Конфуций» (1992), «Сумерки Дао. Культура Китая на пороге Нового времени», «Китайская цивилизация» (2000), а также серии коллективных монографий по этнической истории Китая. Один из авторов «Большой Российской энциклопедии».

## Биография
Родился 13 сентября 1950 года в Москве «в простой интеллигентской семье служащих». Родители Владимира была учёными-химиками и надеялись, что их сын также изберёт для себя карьеру учёного. О своём выборе в пользу востоковедения Малявин спустя годы вспоминал так: «Куда было податься молодому человеку, желающему стать учёным, в середине 1960-х? Тогда ведь практически не было никаких особенных мест, где можно было учиться, найти себе тихую гавань учёного. Философия — нет, она вся была занята марксистско-ленинскими делами, история — тоже… И вот я решил податься в востоковедение, тем более что это был элитный вуз, и конечно, хотелось сделать какую-то, худо-бедно, и карьеру».
При поступлении в Институт восточных языков в 1967 году Владимир Малявин подал документы на японское отделение, но не смог пройти из-за нехватки свободных мест, вследствие чего поступил без особого сожаления на китайское отделение. В 1972 году после окончания института он год стажировался в Сингапуре («вместо Китая, куда ехать было нельзя, и уж тем более, упаси Бог, Тайваня»), в Наньянском университете (ныне не существующий). К моменту стажировки Малявин помимо китайского языка свободно говорил и писал на английском, французском, немецком и японском.
В течение последующих четырнадцати лет Малявин преподавал в МГУ. В результате освоил дюжину лекционных курсов и издал более десятка книг по истории, философии, искусству, религии стран Дальнего Востока, а также типологии мировой культуры. В 1977 году Владимир Вячеславович защитил кандидатскую по теме «Сильные дома в Китае в III веке н. э.», а в 1982 году отправился на стажировку в Токайский университет, Япония.
Позднее перешёл на работу в систему Академии наук: сначала состоял в Институте этнографии, а потом — в Институте Дальнего Востока и Институте Человека. «Я просто устал от преподавания», — признавался Малявин. В 1988 году учёный защитил в МГУ докторскую диссертацию, посвященную идеологии в раннесредневековом Китае, и в том же году состоялась его первая поездка в Китай — на стажировку в Педагогический университет (кит. 北京师范大学), где Малявин не учился, а стажировался как учёный при кафедре фольклористики, народной литературы и народной религии. Российский учёный покинул столицу Китая в середине мая 1989 года, в канун событий на площади Тяньаньмэнь.
Начиная с 1992 года, Малявин периодически занимался исследованиями и преподавал в разных странах: Японии, Китае, США и Франции. В настоящее время (2011 год) он является профессором Института изучения Европы Тамканского университета (Тайвань) (англ. Graduate Institute of European Studies). В 2011 году Владимир Малявин стал 15 иностранцем, получившим за особые заслуги почётный постоянный вид на жительство на Тайване.

## Вклад в науку
В одном из интервью на вопрос об основной теме своих научных исследований, Малявин ответил: 
«Китайская мудрость. Вот и всё. Что таится в самой глубине китайской души, каким образом китайцы отвечают на эти фундаментальные вопросы жизни — смысл жизни, зачем человек живёт, как он должен жить. Ни больше, ни меньше… С одной стороны, я делаю переводы и комментарии к переводам, исследование этих переводов. А с другой — я пишу публицистические вещи. Это очень разные жанры, но они перекликаются в пространстве моей души».
Начав свою научную карьеру с традиционной для историка работы с источниками и архивами, Владимир Вячеславович со временем всё более отходил в сторону от описания фактов, к проникновению за факты. В поле его научных интересов всё больше входили духовные практики, традиционная эстетика и антропология. Параллельно научно-исследовательской деятельности с начала 1990-х гг. Владимир Вячеславович занимается переводами и комментированием древнекитайских текстов. Рассказывая о своём переводческом опыте, учёный говорил: «[мне] хочется продраться за собственно семантику текста, в глубину опыта, который этот текст породил. Многие учёные, особенно в Китае, ограничиваются разбором иероглифики или предложениями о том, какой иероглиф куда перенести, заменить на другой и т. д. … Я хочу выйти на опыт, глубину, на бездну этого смысла». Малявин выступил переводчиком даосских («Чжуан-цзы», «Лао-цзы», «Ле-цзы», «Гуаньинь-цзы») и военно-стратегических канонов («Сунь-цзы», вновь найденных текстов Сунь Биня, книги Цзе Сюаня «Сто глав военного канона», сочинений, касающихся менеджмента, управления, политической мысли и даже дипломатическо-стратегической мысли (такие как «Гуй Гу-цзы»), а также литературно-философских произведений, в частности классических памятников афористики позднего средневековья: «Вкус корней» (Цай гэнь тань), «Прозрачные тени снов» (Ю мэн ин), многих классических эссе о китайском искусстве и др.
Критический анализ творчества Малявина А. И. Кобзевым и С. И. Блюмхеном представлен в статье Кобзева (с. 499-517), а также в рецензии А. Л. Гомулина (с. 589) на главу «Даосизм» 2-го тома 10-томной «Истории Китая». Полемический ответ Малявина размещен на его сайте «Средоточие».

### Исследования
- Сильные дома и идейная борьба в Китае II—III вв. Автореф. дисс. к.и.н. М., МГУ. 1976.
- Жуань Цзи. О жизни и творчестве китайского поэта и мыслителя Жуань Цзи. — М.: Наука, 1978. — 167 с. — (Писатели и учёные Востока). — 10 000 экз.
- Гибель древней империи. — М.: Наука, 1983. — 225 с. — 4600 экз.
  - Империя учёных. — 2-е, испр. — М.: Европа, 2007. — 378 с.
- Чжуан-цзы. — М.: Наука, 1985. — 309 с. — (Писатели и учёные Востока). — 8750 экз.
- Традиционная эстетика в странах Дальнего Востока. — М.: Знание, 1987. — 62 с. — (Новое в жизни, науке, технике). — 95 000 экз.
- Формирование раннефеодальной идеологии в Китае. Автореф. дисс. … д.и.н. М., МГУ. 1987.
- Автор отдельных глав в 4 книгах 6-томного исследования «Китайский этнос» (один из соавторов М. В. Крюкова).
- Конфуций. — М.: Молодая гвардия, 1992. — 335 с. — (Жизнь замечательных людей). — 150 000 экз.
- Традиция «внутренних школ» ушу. — М., 1993. — 103 с.
- Китай в XVI-XVII вв.: Традиция и культура. — М.: Искусство, 1995. — 287 с. — (Эпоха, быт, искусство). — 5000 экз.
- Багуачжан, или Ладонь Восьми триграмм: Классическая школа китайского ушу. — М.: Белые альвы, 1996. — 206 с. — 2000 экз.
- Молния в сердце. (Книга прозрений: Духовное пробуждение в китайской традиции). — М.: Наталис, 1997. — 364 с.
- Сумерки Дао: Культура Китая на пороге Нового времени. — М.: Дизайн, 2000. — 436 с.
- Китайская цивилизация. — М.: Астрель, 2000. — 627 с.
- Китай управляемый: Старый добрый менеджмент. — М.: Европа, 2005. — 303 с. — (Формы правления).
- Восток, Запад и Россия. Статьи. — М.: Эксперт, 2005. — 320 с.
- Повседневная жизнь Китая в эпоху Мин. — М.: Молодая гвардия, 2008. — 496 с.
- Средоточия. Избранные эссе, доклады интервью, рецензии. — Иваново.: Роща Академии, 2011. — 623 с.
- Тайцзицюань. Классические тексты, принципы, мастерство. — М.: Кнорус, 2011. — 528 с. — 3000 экз.
- Цветы в тумане: вглядываясь в Азию. --ГУП  Академиздатцентр "Наука" РАН, 2012. - 382с. - 1000 экз.
- Китайский этос, или Дар покоя. — Иваново: Издательство "Роща", 2016.

### Переводы
- Афоризмы старого Китая. — М.: Наука, 1988. — 190 с.
- Цветы китайской мудрости: Счастье, здоровье, радость / Сост. В. Малявин, Б. Виногродский — Орел: Книга, 1992. — 112 с. — 50 000 экз.
- Антология даосской философии / Сост. В. В. Малявин, Б. Б. Виногродский — М.: Комаров и К., 1994. — 446 с. — 30 000 экз.
- Чжуан-цзы. Ле-цзы. — М.: Мысль, 1995. — Т. 123. — 440 с. — (Философское наследие). — 7000 экз.
- Конфуций (Сборник изречений Конфуция и тексты памятников конфуцианской педагогической мысли) / Сост. В. В. Малявин. — М.: Амонашвили, 1996. — 175 с. — (Антология гуманной педагогики). — 20 000 экз.
- Чэнь Кайго, Чжэнь Шуньчао. Восхождение к Дао: Сборник / Сост. и пер. В. В. Малявин. — М.: Наталис, 1997. — 399 с.
- Книга мудрых радостей / Сост. В. В. Малявин. — М.: Наталис, 1997. — 430 с. — (Восточные арабески).
- Книга прозрений: Сборник исследований и переводов / Сост. В. В. Малявин. — М.: Наталис, 1997. — 448 с. — (Восточные арабески). — 10 000 экз.
- Тридцать шесть стратагем: Китайские секреты успеха / Пер. В. В. Малявин. — М.: Белые альвы, 1997. — 188 с. — 3000 экз.
- Китайская наука стратегии / Пер. В. В. Малявин. — М.: Белые альвы, 1999. — 414 с.
- Книга путешествий / Пер. В. В. Малявин. — М.: Наталис, 2000. — 399 с. — (Восточные арабески).
- Чжуан-цзы: Даосские каноны / Перевод, вступительная статья и комментарии В. В. Малявина. — М.: Астрель, 2002. — 432 с.
- Дао-Дэ цзин, Ле-цзы, Гуань-цзы. Даосские каноны / Перевод, вступительная статья и комментарии В. В. Малявина — М.: Астрель, 2002. — 544 с. — (Китайская классика: новые переводы, новый взгляд). — 5000 экз.
- Китайская военная стратегия / Сост. В. В. Малявин — М.: Астрель, 2002. — 432 с. — (Китайская классика: новые переводы, новый взгляд). — 5000 экз.
- Боевые искусства: Китай, Япония / Сост. В. В. Малявин — М.: АСТ, Астрель, 2004. — 416 с. — (Китайская классика: новые переводы, новый взгляд). — 5000 экз.
- Китай. Энциклопедия любви. — М.: АСТ, 2004. — 432 с.
- Китайское искусство. Принципы. Школы. Мастера / Сост. и пер. В. В. Малявина — М.: Астрель-АСТ, 2004. — 432 с. — 5000 экз.
- Духовный опыт Китая / Сост. и пер. В. В. Малявина — М.: Астрель-АСТ, 2006. — 400 с. — (Китайская классика: новые переводы, новый взгляд). — 5000 экз.
- Лао-цзы. Дао-Дэ цзин. Книга о Пути жизни / Сост. и пер. В. В. Малявина. — М.: Феория, 2006. — 704 с. — (Древо). — 1500 экз.
- Цзе Сюань. Военный канон в ста главах / Вступительная статья, перевод и комментарии В. В. Малявина. — М.: Издательство "Европа", 2011. — 176 с.
- Даосские каноны. Философская проза. Книга 1. Ле-цзы. Гуань Инь-цзы. Лю Имин. Плач о пути. / Перевод, прим. и вступ.ст. — Малявин В. В. — Иваново: Издательство «Роща», 2017.
- Даосские каноны. Философская проза. Книга 2. Часть 1. «Чжуан-цзы». Внутренний раздел. / Перевод, коммент. и вступ.ст. — Малявин В. В. Иваново: Издательство «Роща», 2017.
- Даосские каноны. Философская проза. Книга 2. Часть 2. «Чжуан-цзы». Внешний раздел. Смешанный раздел. /Перевод и коммент. — Малявин В. В. — Иваново: Издательство «Роща», 2017.